# Buchino Rocks
Buchino Rocks är en kulle i Antarktis. Den ligger i Sydshetlandsöarna. Argentina, Chile och Storbritannien gör anspråk på området.
Terrängen runt Buchino Rocks är varierad. Trakten är glest befolkad. Närmaste befolkade plats är Maldonado Station, 9,9 kilometer sydost om Buchino Rocks. 